# Ishikawa-diagram

Een voorbeeld van een Ishikawadiagram

Het Ishikawa-diagram (ook wel bekend als visgraatdiagram) is een hulpmiddel dat bedoeld is om mogelijke oorzaken van problemen in kaart te brengen. Deze methode werd ontwikkeld door Kaoru Ishikawa die destijds werkzaam was bij Kawasaki Heavy Industries in Japan. Hij zag dat de mensen in de fabriek vaak werden overweldigd door het grote aantal factoren dat (mogelijk) van invloed was op een proces. Om dit makkelijker en overzichtelijker te maken, bedacht hij een eenvoudig en grafisch hulpmiddel om potentiële oorzaken van een probleem of een effect ordelijk weer te geven. Het doel is om de output van de brainstorm te kunnen structureren en niet zoals vaak gedacht het oplossen van een bestaand probleem. De methode is oorspronkelijk vooral van toepassing op productieprocessen en de bijbehorende kwaliteitscontrole. Tegenwoordig is de methode ook bekend voor de dienstensector. In dat laatste geval worden echter wel andere categorieën gebruikt.
Het diagram maakt onderscheid in mogelijke oorzaken en gevolgen. Aan de rechterkant wordt het veroorzaakte effect of probleem beschreven. Aan de linkerkant worden de mogelijke oorzaken in kaart gebracht. De mogelijke oorzaken worden ingedeeld in zes categorieën waarbij weer vertakkingen naar sub-oorzaken worden gelegd. Hiervoor worden de zes M's gebruikt:
1. Mens: Wordt het probleem wel goed begrepen? Is er wel goede communicatie? Zijn de betrokkenen wel ervaren genoeg en goed genoeg opgeleid?
2. Machine (Machines, gereedschap & computers): Worden de juiste machines, gereedschap en software gebruikt? Kunnen deze hulpmiddelen zelf oorzaak zijn van een probleem? Zijn de machines wel veilig in het gebruik?
3. Metingen: Hoe meten we kwaliteit? Wat zijn de criteria? Hoe betrouwbaar zijn deze metingen? Hoe vaak vinden deze plaats?
4. Materialen: Welke materialen worden gebruikt? Wat is de kwaliteit hiervan?
5. Milieu (Omgevingsfactoren): Welke invloed heeft de omgeving? Denk bijvoorbeeld aan het weer, trillingen, geluidsoverlast, hoogteverschil.
6. Methode: Hoe verloopt de logistiek, communicatie, labelling en het bijhouden van de administratie? Hoe zijn de processen opgesteld en worden ze ook nageleefd?

Voor de dienstensector worden de vier P's gebruikt:
1. Policies
2. Procedures
3. People
4. Plant / technology

Voor het integraal logistiek concept wordt "PBOI" gebruikt:
- Proces
- Besturing
- Organisatie
- Informatie